# جورج كلاين (دي جيه)
جورج كلاين (بالإنجليزية: George Klein)‏ هو دي جيه أمريكي، ولد في 8 أكتوبر 1935 في ممفيس في الولايات المتحدة، وتوفي في 5 فبراير 2019 بسبب خرف.